# La Cucaracha

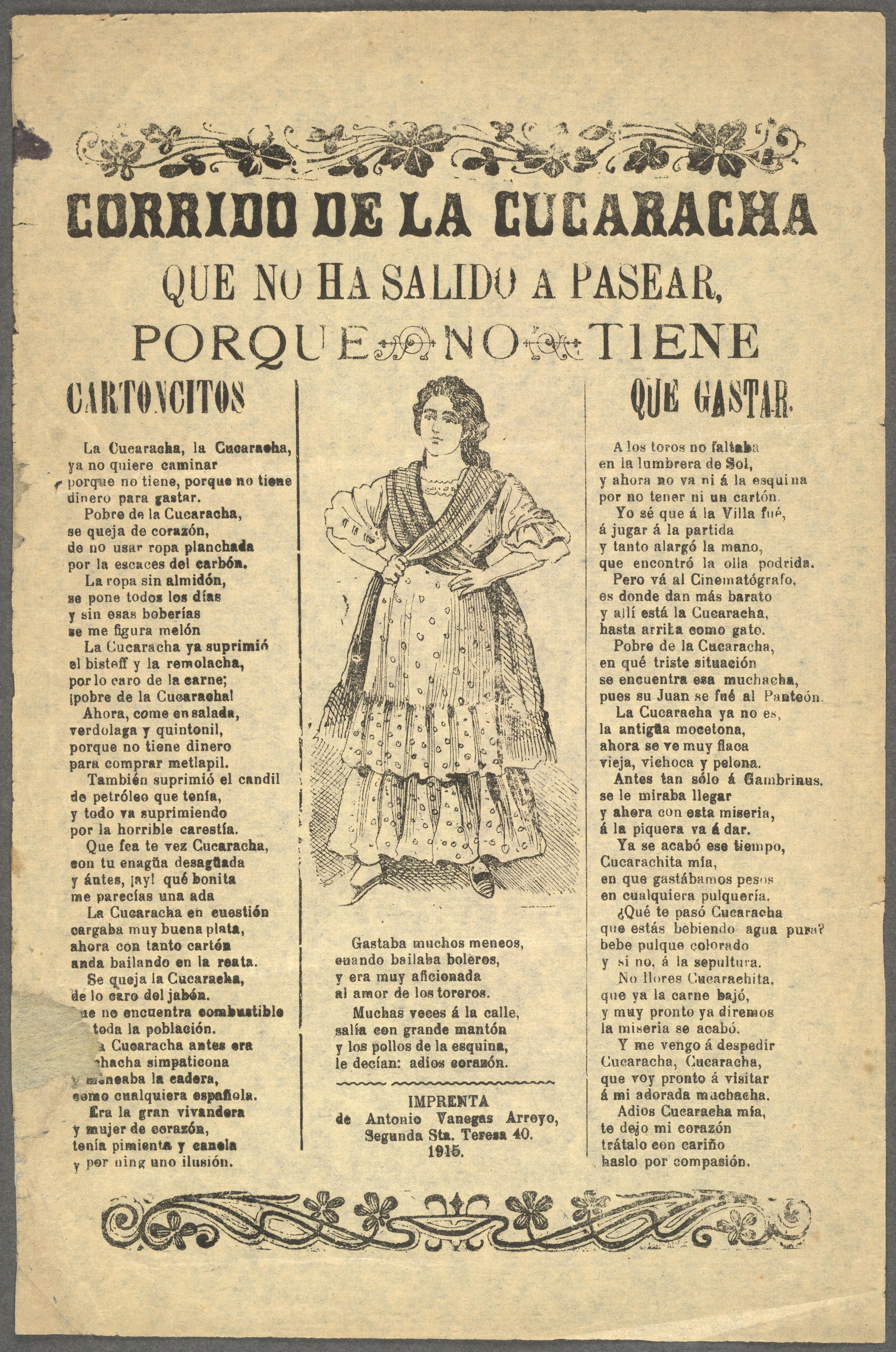
„Corrido de la Cucaracha”, litografia (opublikowana w 1915 r.) autorstwa Antonia Vanegasa Arroyo

La Cucaracha („Karaluch”) – popularna hiszpańskojęzyczna pieśń ludowa o karaluchu, który nie może chodzić. Piosenka pochodzi z Hiszpanii, ale popularność zyskała w drugiej dekadzie XX wieku podczas rewolucji meksykańskiej. Melodia utworu jest powszechnie znana. Istnieje wiele alternatywnych zwrotek.
Najwcześniejszy tekst refrenu, od którego pochodzi jej tytuł, opowiada o karaluchu, który stracił dwie ze swoich sześciu nóg i z trudem chodzi na pozostałych czterech:
La cucaracha, la cucaracha
ya no puede caminar
porque no tiene, porque le faltan
las dos patitas de atrás.
(„Karaluch, karaluch / nie może już chodzić / bo nie ma, bo brakuje mu / dwóch tylnych nóg, żeby chodzić”)
Popularna wersja stworzona podczas rewolucji meksykańskiej w kręgach Villistów, zawiera ukryte znaczenia polityczne, co jest typowe dla pieśni rewolucyjnych. Karaluch symbolizuje prezydenta Victoriana Huertę, znanego pijaka, który był uważany za złoczyńcę i zdrajcę ze względu na udział w zabójstwie rewolucyjnego prezydenta Francisca Madera. Refren tej wersji brzmi:
La cucaracha, la cucaracha
ya no puede caminar
porque no tiene, porque le falta
marihuana que fumar.
(„Karaluch, karaluch / nie może już chodzić / ponieważ nie ma, ponieważ brakuje mu / marihuany do palenia.”)

## Odwołania w kulturze
W powieści George’a Orwella „Folwark zwierzęcy ” pieśń buntu zwierząt „Beasts of England” została opisana jako połączenie melodii „La Cucaracha” i „Oh My Darling, Clementine”.
Klub FC Utrecht ma długą tradycję odtwarzania tej melodii podczas meczów u siebie po zdobyciu bramki przez drużynę.